# Passi (Iloilo)
Pour les articles homonymes, voir Passi.
Passi est une municipalité de la province d'Iloilo, aux Philippines. En 2015, la localité compte 80 544 habitants.